# Томпсон, Лиа
Ли́а (Ле́я) Кэ́тлин То́мпсон (англ. Lea Kathleen Thompson, род. 31 мая 1961, Рочестер, Миннесота, США) — американская актриса и режиссёр.

## Биография
Лиа Томпсон родилась в семье певицы Барбары Томпсон и её мужа Клиффа. В детстве она занималась балетом, а в 14 лет стала профессиональной танцовщицей и получила стипендию в Американском театре балета (АТБ). Томпсон участвовала в более чем 45 постановках АТБ, а также Балета Пенсильвании и Миннесотского театра балета. Её брат Эндрю также стал профессиональным артистом балета.
Томпсон решила уйти из балета и стать актрисой, в 20 лет она переехала в Нью-Йорк, поначалу снималась в рекламных роликах компании Burger King и музыкальных клипах. В 1983 году с выходом фильмов «Челюсти 3» и «Все верные ходы» состоялся её дебют в кино. Наиболее известной актёрской работой Томпсон стала роль Лоррейн Бейнс в кинотрилогии «Назад в будущее». В 1980-е годы и в начале 1990-х она много снималась в кино, а с середины 1990-х стала преимущественно актрисой телевидения. Томпсон играла главную роль в ситкоме «Каролина в Нью-Йорке», который транслировался на канале NBC с 1995 по 2000 годы.
В 2000-е годы Томпсон снималась в основном в малоизвестных телевизионных фильмах, играла эпизодические роли в телесериалах и в театре. В середине 2000-х она сыграла главную роль в серии из девяти полнометражных фильмов «Джейн Доу» производства Hallmark, два из этих фильмов Томпсон сняла в качестве режиссёра.

## Личная жизнь
В середине 1980-х годов Томпсон встречалась с актёром Деннисом Куэйдом. В 1989 году Томпсон вышла замуж за режиссёра Ховарда Дойча, с которым познакомилась на съёмках фильма «Нечто замечательное» в 1987 году. У них две дочери — Мэделин (род. 1991) и Зои (род. 1994), обе актрисы.

## Избранная фильмография
| Год       |    | Русское название                          | Оригинальное название               | Роль                            |
| --------- | -- | ----------------------------------------- | ----------------------------------- | ------------------------------- |
| 1983      | ф  | Все верные ходы                           | All the Right Moves                 | Лиза Литцки                     |
| 1983      | ф  | Челюсти 3                                 | Jaws 3-D                            | Келли Энн Буковски              |
| 1984      | ф  | Красный рассвет                           | Red Dawn                            | Эрика                           |
| 1985      | ф  | Назад в будущее                           | Back to the Future                  | Лоррейн Бейнс                   |
| 1986      | ф  | Пикник в космосе                          | SpaceCamp                           | Кэтрин Фэрли                    |
| 1986      | ф  | Говард-утка                               | Howard The Duck                     | Беверли                         |
| 1987      | ф  | Нечто замечательное                       | Some Kind of Wonderful              | Аманда Джонс                    |
| 1988      | ф  | Просто секс?                              | Casual Sex?                         | Стейси                          |
| 1988      | ф  | Жёлтые страницы                           | Yellow Pages                        | Мариголд де ла Хант             |
| 1989      | тф | Вспышка во тьме                           | Nightbreaker                        | Салли Мэттьюз                   |
| 1989      | тф | Байки из склепа, Всего лишь смертный грех | Tales from the crypt, Only Sin Deep | Проститутка                     |
| 1989      | ф  | Назад в будущее 2                         | Back to the Future Part II          | Лоррейн                         |
| 1990      | ф  | Назад в будущее 3                         | Back to the Future Part III         | Мэгги Макфлай / Лоррейн Макфлай |
| 1992      | ф  | Статья 99                                 | Article 99                          | доктор Робин ван Дорн           |
| 1993      | ф  | Деннис-мучитель                           | Dennis The Menace                   | миссис Элис Митчелл             |
| 1993      | ф  | Деревенщина в Беверли-Хиллз               | The Beverly Hillbillies             | Лора Джексон                    |
| 1994      | тф | Запасная жена                             | The Substitute Wife                 | Эми Хайтауэр                    |
| 1994      | ф  | Шалопаи                                   | The Little Rascals                  | мисс Робертс                    |
| 1995      | тф | Невысказанная правда                      | The Unspoken Truth                  | Брианна Хоукинс                 |
| 1995—2000 | с  | Каролина в Нью-Йорке                      | Caroline in the City                | Каролина Даффи                  |
| 1996      | тф | Право не отвечать на вопросы              | The Right To Remain Silent          | Кристин Пейли                   |
| 2002—2003 | с  | Для людей                                 | For the People                      | Камилла Пэрис                   |
| 2005—2008 | с  | Джейн Доу                                 | Jane Doe                            | Кэти Дэвис / Джейн Доу          |
| 2008      | в  | Выпускной угар или День самоуправления    | Senior Skip Day                     | Кэтлин Харрис                   |
| 2008      | ф  | Фома неверующий                           | Spy School                          | Клэр Миллер                     |
| 2008      | ф  | Быстрый выход                             | Exit Speed                          | Модди Макминн                   |
| 2009      | ф  | Отчаянные головы                          | Splinterheads                       | Сьюзан Фрост                    |
| 2011      | ф  | Дж. Эдгар                                 | J. Edgar                            | Лила Роджерс                    |
| 2011—2017 | с  | Их перепутали в роддоме                   | Switched at Birth                   | Кэтрин Кенниш                   |
| 2014      | ф  | Оставленные                               | Left Behind                         | Ирен Стил                       |